# Синютки
Синю́тки, Сенютки — село в Україні, у Білогірській селищній територіальній громаді Шепетівського району Хмельницької області. Розташоване на річці Горинь. Більш детальну історію села Синютки див. село Гулівці.

## Історія
У 1906 році село Білогородської волості Ізяславського повіту Волинської губернії. Відстань від повітового міста 22 верст, від волості 10. Дворів 110, мешканців 697.
Село Синютки розташоване по обидва боки гребеневого пагорба, що розділяє село на дві частини, на правобережжі Горині. Площа населеного пункту — 162 — га, кількість господарств — 105, кількість населення — 254 чол. Назва села походить від прізвища пана Сенюти, якому належало село у свій час.
У 1360-ті роки місцевість була підкорена литовськими. А пізніше — польськими землевласниками.
Протягом 1442—1497 р.р. поселення не раз були спустошені татарськими набігами.
У 16 ст. навколишні землі стали володіннями князів Сенют. Від цього прізвища походить сучасна назва села Синютки. За селом на пагорбі серед лісів був побудований великий замок князя Сенюти, від якого було прокладено декілька підземних ходів. Один з яких вів під річкою Горинь до Ляховецького(зараз Білогірського)костьола-монастиря і далі до замку біля смт. Ямпіль(Білогірський р-н) від якого до наших часів збереглася тільки одна вежа, а другий виходив на пагорбі в лісі с. Гулівці(панський маєток). Від замку через заплаву річки Горинь до села Корниця був прокладений підвісний міст з мотузків і бичачих шкур, по якому пани переправлялися на ярмарок до Корниці.
Існує переказ, що своє багатство Сенюта заповідав на побудову церкви і наклав на сховище закляття: «Та людина, яка з недобрими намірами відкриє вхід до скарбу, відкриє смерть для всіх навколишніх сіл на десятки кілометрів». У 1970-х р.р. на території колишнього замку виявлено поклади уранової руди. Мабуть, ще в ті часи Сенюта знав про смертельну дію цієї руди. Вже понад два століття замок зруйнований, а на його місці є лише залишки великих каменів та три вікові дерева, що за переказами позначали місця до підземних ходів. Саме місце зараз люди називають — Замчисько.
У 1906 році село Білогородської волості Ізяслвського повіту Волинської губернії. Відстань від повітового міста 22 верст, від волості 10. Дворів 110, мешканців 697.
У 1910—1912 р.р. В селі Синютки була збудована початкова школа, приміщення якої в напівзруйнованому стані збереглося до сьогодення. В лютому 1944 р. село Синютки було майже повністю спалене гітлерівськими окупантами — залишилась одна мурована хата (після війни в ній до 80-х років був магазин (збереглася дотепер)) і хлів на другому кінці села. За бойові подвиги на фронтах Німецько-радянської війни 218 жителів сіл нагороджено орденами і медалями. Старожил села Синютки Стецюк Євдокія народилася в 1904 році, живе досі.
7 (20) листопада 1917 року, відповідно до Третього Універсалу Української Центральної Ради, увійшло до складу Української Народної Республіки.
Село Гулівці постраждало від комуністичного терору і голодоморів. На Білогірщину початок колективізації припав на 1929 рік і станом на 10 червня 1932 року чисельність колгоспів сягнула 52 одиниці із 24086 га орної землі при 39913 га угідь. Ця чисельність, не враховуючи часів війни, протрималась до початку 1949 року. Утворення господарств йшло по адміністративному принципу, тобто село-колгосп. В деяких селах в певні часи могло бути і декілька господарств. На ті часи назви господарств могли змінюватись по декілька разів на рік, як і керівники господарств. Зустрічались також випадки однакових назв господарств одночасно.
Станом на 1.01.1949 року район поділявся на дві Білогірську та Лепесівську МТС, кожна з яких мала по 26 господарств, а саме: І. По Білогірській МТС: Ім. Хрущова в селі Гулівці. З 1950 року розпочалось масове укрупнення колгоспів. В Гулівцях, після приєднання Жижниковець та Синюток колгосп ім. Хрущова в 1958 перейменувався в ім. Шевченка, а з 1968 став носити назву «Зоря». В 2007 році в Гулівцях працювало товариство «Жовтнева Нива» керівник Рожик Микола Феофанович.
12 червня 2020 року, відповідно до розпорядження Кабінету Міністрів України № 727-р «Про визначення адміністративних центрів та затвердження територій територіальних громад Хмельницької області», увійшло до складу Білогірської селищної громади.
19 липня 2020 року, в результаті адміністративно-територіальної реформи та ліквідації Білогірського району, село увійшло до складу новоутвореного Шепетівського району.
Колишній орган місцевого самоуправління — Гулівецька сільська рада.

## Населення
За переписом населення України 2001 року в селі мешкало 249 осіб.
У 2020 році чисельність населення становила ▼187 осіб.

## Постаті
- Процюк Віталій Романович (1994—2022) — старший солдат Збройних сил України, учасник російсько-української війни.

## Населення
Населення села за переписом 2001 року становило 249 осіб, в 2011 році — 207 осіб.